# Huchuy Qosqo
Huchuy Qosqo (Quéchua:Huch'uy Qusqu. Pequena Cusco) é um Sítio Arqueológico do Peru localizado a 50 km ao norte de Cusco . Está localizado a uma altitude de 3.600 metros acima do nível do mar, próximo ao distrito de Lamay, na província de Calca na Região de Cusco. 

## Histórico
O sítio recebeu este nome no século XX, anteriormente era conhecida como Kakya Qawani (ou Kakia Xaquixaguana). Pedro de Cieza de Leon, em sua Segunda Crônica do Peru , disse que os palácios foram construídos por Viracocha Inca , o oitavo governante de Cusco . Entre um grande número de edifícios, alguns de pedra, outros de adobe, existia uma kallanka (grande sala, onde normalmente eram hospedados os emissários incas) medindo 40 m de comprimento. O abastecimento de água era feito por um canal de irrigação construído pelos Incas, feito de pedras com cerca de 800 metros de comprimento. 
Abaixo de Huchuy Qosqo existe um galpão recentemente restaurado onde se armazenava carne, milho, batata, quinoa e feijão seco. Uma estrutura histórica de dois andares onde se pode ver o histórico  sistema de armazenamento e resfriamento conhecido como conjeras.
O Imperador Viracocha enfrentou a revolta dos Chanca no final do seu reinado. Viracocha refugiou-se em Huchuy Qosqo, deixando a defesa de Cusco a seu filho Pachacuti. Que derrotou a revolta, depôs seu pai, e se tornou o Imperador, ou Sapa Inca (1438-1471). 
Huchuy Qosqo sofreu uma expansão após a deposição de Viracocha , possivelmente no reinado de Huayna Capac (1493–1525) ou no de Huáscar (1527–1532)  Os aldeões construíram pequenas novas barragens para irrigação. O conquistador espanhol Gonzalo Pizarro invadiu Huchuy Qosqo e queimou a múmia de Viracocha por volta de 1534,   passando a área da cidade como uma exploração agrícola. Os espanhóis demoliram algumas estruturas incas para construir um reservatório maior que pode ser visto hoje.